# 20155 Utewindolf
20155 Utewindolf è un asteroide della fascia principale. Scoperto nel 1996, presenta un'orbita caratterizzata da un semiasse maggiore pari a 2,3519596 UA e da un'eccentricità di 0,2353456, inclinata di 2,22213° rispetto all'eclittica.